# Waldenreut (Perlesreut)
Das Dorf Waldenreut ist ein Gemeindeteil des Marktes Perlesreut im Landkreis Freyung-Grafenau. Die gleichnamige Gemeinde kam im Zuge der Gebietsreform in Bayern am 1. Januar 1971 zu Perlesreut.

## Geografie
Waldenreut liegt im südlichen Bayerischen Wald einen Kilometer südwestlich von Perlesreut.

## Geschichte
Waldenreut war Teil des Hochstifts Passau. Der Ort wurde 1803 mit dem größten Teil des Passauer Gebietes zugunsten des Kurfürstentums Salzburg von Ferdinand III. von Toskana säkularisiert und fiel 1805 an Bayern. Mit der Bildung der Gemeinden im Jahre 1818 auf Grund des zweiten bayerischen Gemeindeedikts vom 17. Mai 1818 wurde die Gemeinde Waldenreut gebildet. Sie umfasste neben Waldenreut die Orte Kirchberg (Gemeindesitz), Ellersdorf, Hötzerreut, Kirchleiten, Kumpfmühle, Lindberg, Nebling, Oberanschiessing und Unteranschiessing. Die Gemeinde Waldenreut wurde am 1. Januar 1971 nach Perlesreut eingegliedert.